# Ciliochorella mangiferae
Ciliochorella mangiferae är en svampart som beskrevs av Syd. 1935. Ciliochorella mangiferae ingår i släktet Ciliochorella, divisionen sporsäcksvampar och riket svampar.   Inga underarter finns listade i Catalogue of Life.